# Стежару (Фаркаша)
Стежару (рум. Stejaru) насеље је у Румунији у округу Њамц у општини Фаркаша. Oпштина се налази на надморској висини од 563 m.

## Становништво
Према подацима из 2011. године у насељу је живело 752 становника.